# Das schönste Paar
Das schönste Paar ist ein deutscher Spielfilm. Der Film feierte am 9. September 2018 seine Premiere auf dem Toronto International Film Festival. Anschließend wurde er auf diversen Filmfestivals gezeigt und kam am 2. Mai 2019 in die deutschen Kinos. Am 28. März 2022 wurde er in der ARD ausgestrahlt.

## Handlung
Die beiden Lehrer Malte und Liv Brinkmann sind ein Liebespaar. Beim gemeinsamen Urlaub auf Mallorca werden beide in ihrer Ferienwohnung von drei Jugendlichen überfallen. Malte wird niedergeschlagen und Liv vor seinen Augen vergewaltigt.
Zwei Jahre später: Malte versuchte den Vorfall zu verdrängen, gleichzeitig seine Wehrhaftigkeit durch Boxunterricht zu steigern. Liv durchlief eine Therapie. Zufällig trifft Malte in einer Imbissbude in Köln auf Sascha, den Vergewaltiger seiner Frau. Er folgt ihm und dessen Freundin, verliert am Bahnsteig jedoch deren Spur. Seine Konzentration als Lehrer leidet, alte Wunden werden aufgerissen. Tage verbringt Malte am Bahnsteig, bis er den Peiniger wiederentdeckt und diesem zu dessen Wohnung folgt. In Saschas Abwesenheit tritt er dessen Wohnungstür ein und stellt fest, dass dieser ein gewöhnliches Leben führt, eine Freundin hat und als Lehrling in einem Baumarkt arbeitet.
Plötzlich steht Sascha in der Tür. Er erkennt Malte und ergreift die Flucht. Malte kann diesen einholen, es kommt zu einer Prügelei. Sascha droht, sollte Malte sein Leben ruinieren, würde er ihn umbringen. Die emotionale Belastung Maltes bleibt Liv nicht verborgen. Als er Liv davon erzählt, möchte sie ihr Leid nicht noch einmal durchleben und bittet ihn, die Sache ruhen zu lassen. Malte kann jedoch nicht einfach vergessen und die Vergangenheit verdrängen, was die Beziehung zu Liv belastet. Auch ein Anwalt macht ihnen nur wenig Hoffnung auf eine Verurteilung und ein hartes Urteil nach zwei Jahren.
Malte besucht Saschas Freundin Jenny, die als Bardame in einer Karaokebar arbeitet. Er berichtet ihr von der Vergewaltigung seiner Frau durch ihren Freund. Jenny konfrontiert Sascha mit den Vorwürfen, dieser sucht daraufhin Liv in ihrer und Maltes Wohnung auf und bedroht sie, nachdem er zuvor heimlich Malte nach Hause folgte. Der wütende Malte möchte die Sache endgültig klären und fährt mit Liv zu Saschas Wohnung. Sie finden ihn dort aber nicht und besuchen Jenny in der Bar, wo Malte von Sascha hinterrücks mit einem Messer attackiert wird. Sascha flüchtet auf die Straße, Malte holt ihn ein und droht ihn zu erwürgen, kann aber im letzten Moment durch das Einreden von Liv davon abgehalten werden.
Als Sascha meint, er habe sich für nichts zu entschuldigen, platzt Liv der Kragen. Sie ergreift dessen Messer und sticht ihm in den Schulterbereich. Malte und Liv beschließen dennoch, Sascha in ein Krankenhaus zu fahren, wo sein Leben gerettet wird.
Zuhause lassen Malte und Liv anschließend ihren Frust und ihre Erleichterung darin aus, dass sie lachend ihre gemeinsame Wohnung demolieren.

## Kritik
„Der Film erspart in den ersten zehn Minuten dem Zuschauer nichts“

„Maximilian Brückner überzeugt, weil er Malte in seiner ganzen menschlichen Überforderung zeigt. Luise Heyer wiederum muss nach ihren Rollen in ,Jack‘, ,Härte‘ und ,Fado‘ schon als Expertin für verletzte Seelen gelten; jüngst verkörperte sie im Publikumserfolg ,Der Junge muss an die frische Luft‘ die depressive Mutter Hape Kerkelings.“

## Auszeichnungen
Bambi-Verleihung 2019
- Auszeichnung als Schauspielerin national: Luise Heyer für Das schönste Paar und Der Junge muss an die frische Luft

Deutscher Filmpreis 2019
- Nominierung für die Beste weibliche Hauptrolle: Luise Heyer

Achtung Berlin FILM AWARD 2019
- Auszeichnung als Bester Schauspieler: Leonard Kunz für Das schönste Paar